# Polonaises, opus 26 de Chopin
Les Polonaises opus 26 de Frédéric Chopin ont été écrites en 1834 et 1835 et publiées en 1836 à Paris chez Maurice Schlesinger. Les deux sont dédiées à Josef Dessauer, musicien tchèque et ami de George Sand.

## Contexte et création
Les deux polonaises op. 26 furent composées quelques années après l'installation de Chopin à Paris, la répression russe de l'insurrection polonaise de 1830 et la prise de Varsovie. Elles sont marquées par l'émotion du compositeur à la suite de ces événements.